# Jan Fiala
Pour les articles homonymes, voir Fiala.
Jan Fiala, né le 19 mai 1956 à Slatinice (Tchécoslovaquie), est un footballeur tchèque, qui évoluait au poste de défenseur au Dukla Prague, au Havre AC et au FC Bourges ainsi qu'en équipe de Tchécoslovaquie.
Fiala marque un but lors de ses cinquante-huit sélections avec l'équipe de Tchécoslovaquie entre 1977 et 1987. Il participe au Championnat d'Europe 1980 et à la Coupe du monde 1982 avec la Tchécoslovaquie.

## Carrière
- 1975-1987 : Dukla Prague
- 1987-1988 : Le Havre AC
- 1988-1991 : FC Bourges

## Palmarès

### En équipe nationale
- 58 sélections et 1 but avec la Tchécoslovaquie entre 1977 et 1987.
- Troisième du Championnat d'Europe 1980.
- Participe au premier tour de la Coupe du monde 1982.

### Avec le Dukla Prague
- Vainqueur du Championnat de Tchécoslovaquie en 1977, 1979 et 1982.
- Vainqueur de la Coupe de Tchécoslovaquie en 1981, 1983 et 1985.